# Schloss Venngarn

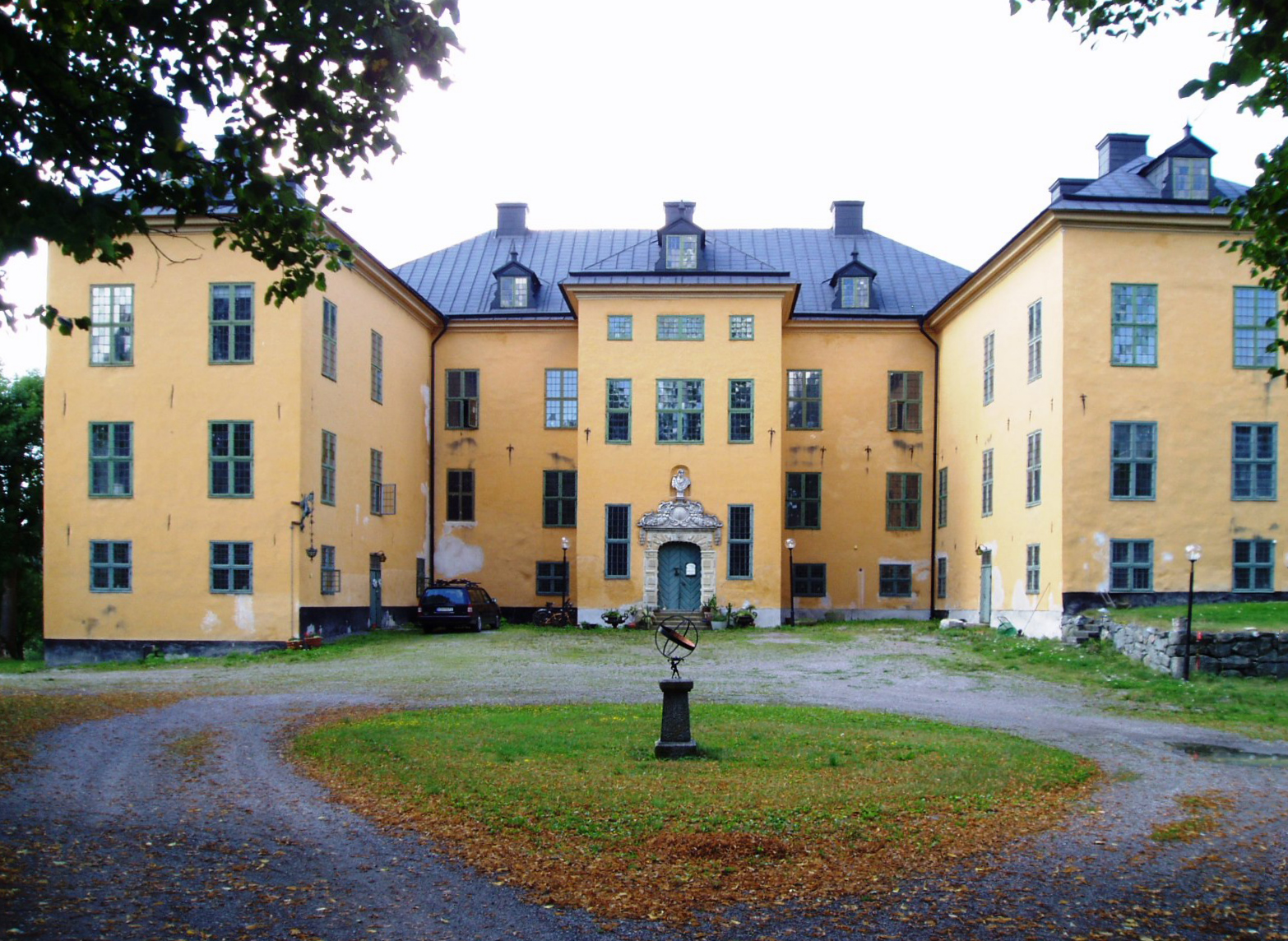
Schloss Venngarn (2006)

Das Schloss Venngarn befindet sich in der schwedischen Gemeinde Sigtuna und liegt wenige Kilometer nördlich der Stadt Sigtuna. Seit 1935 ist es als staatliches Byggnadsminne geschützt.

## Geschichte

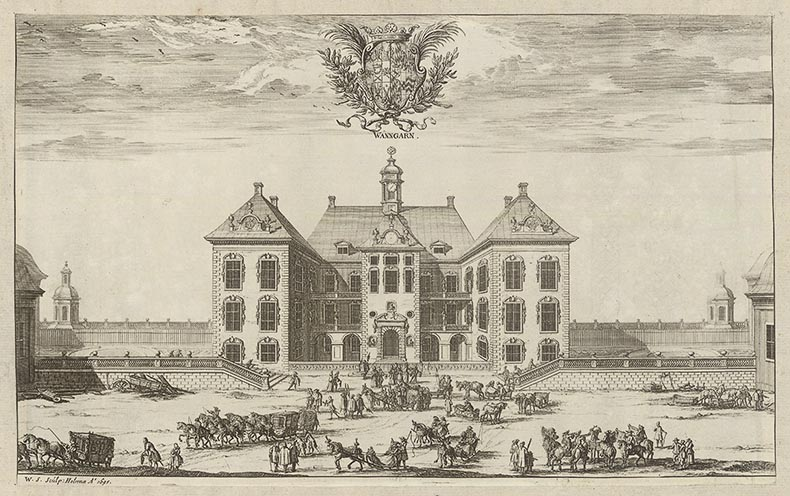
Abbildung des Schlosses aus Suecia antiqua et hodierna in der für das Werk typischen falschen Proportion

Die ältesten historischen Schriften zum Gutshof Venngarn stammen aus dem 12. Jahrhundert. Die Liste der verschiedenen Besitzer ist lang. Einer der ersten war der Reichsrat Folke Johansson vom Adelsgeschlecht Fånö. In der ersten Hälfte des 15. Jahrhunderts gehörte das Gut dem Geschlecht Banér. Zu dieser Adelslinie gehörte die Großmutter des schwedischen Königs Gustav I. Wasa, die das Schloss erbte. 1555 ließ Gustaf Wasa einen Erbanspruch in der weiblichen Linie des Adelsgeschlechtes Banér für ungültig erklären, womit Venngarn in Besitz der Krone kam. In dieser Zeit entstand das erste feste Hauptgebäude, das in den 1570er Jahren erweitert wurde.
1619 fiel Venngarn an Gustav II. Adolf, der es an den Grafen Frans Berendt von Thurn (1592–1628) verpfändete. Dessen Sohn Heinrich von Thurn (1628–1656) verkaufte es 1653 für 50.000 Reichstaler an den Staatsmann Magnus Gabriel de la Gardie (1622–1686). Damit wurde die Glanzzeit des Schlosses eingeläutet. Als Reichskanzler und Leiter der Regierung unter dem unmündigen Karl XI. war Magnus Gabriel de la Gardie Schwedens einflussreichster Politiker. Durch die Einkünfte von seinen zahlreichen Besitztümern konnte er sich einen Hofstaat leisten, der hunderte Personen umfasste.
Mit Übernahme der Regierungsgeschäfte durch Karl XI. begann der Stern des Reichskanzlers zu sinken. Durch einen königlichen Erlass musste De la Gardie alle seine Güter der Krone überlassen. Er konnte jedoch bis zu seinem Tod am 26. April 1686 auf Schloss Venngarn wohnen.
Später wurde das Schloss für verschiedene Anlässe genutzt, so war es zum Beispiel zeitweise Wohnsitz des Landshövding von Uppland. 1916 etablierte sich eine staatliche Anstalt für Alkoholkranke im Schloss und den umliegenden Wirtschaftsgebäuden. Zeitweilig waren hier schwer erziehbare Jugendliche untergebracht. Als die Anstalt 1983 abgewickelt wurde, kaufte die philanthropische Stiftung Lewi Pethrus das Anwesen. 1997 erwarb der heutige Besitzer Wenngarn AB das Gut, welches seit 2007 zum Verkauf angeboten wird.

## Architektur

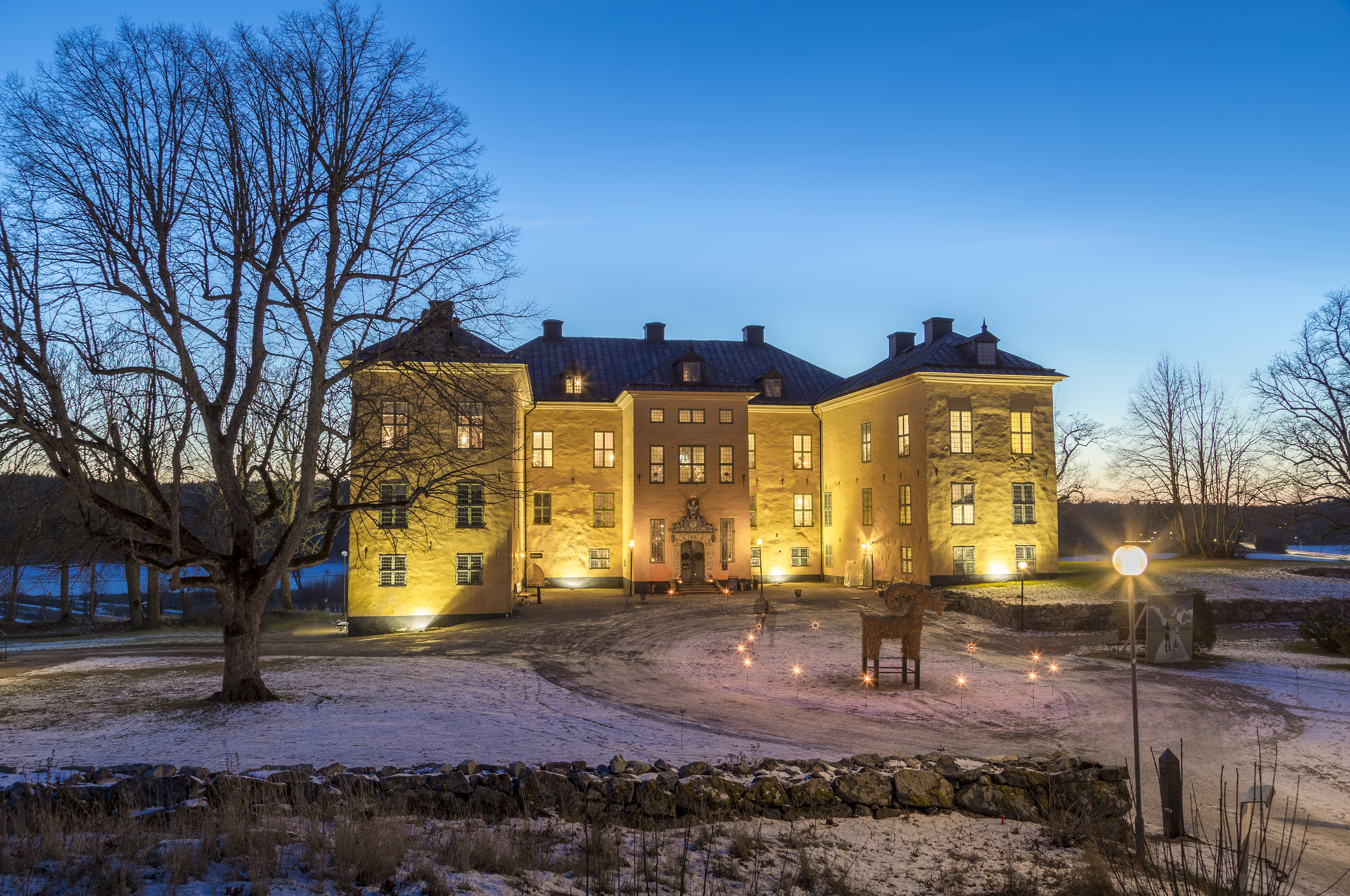
Schloss Venngarn (2016)

### Das Schloss
Das Hauptgebäude besteht aus einem Mittelteil mit zwei Flügeln, die einen kleinen Hof einschließen. Es entstand in seiner heutigen Form zwischen 1663 und 1670 unter Reichskanzler De la Gardie nach Zeichnungen von Jean de la Vallée. Für die innere Ausschmückung wurden Künstler und Handwerker aus dem Ausland eingestellt. Zum größten Teil wurden die Wände mit religiösen Motiven verziert.

### Die Schlosskapelle
Dis Schlosskapelle wurde durch De la Gardie hergerichtet und vermutlich hat er auch hier den Architekten Jean de la Vallée verpflichtet. Als Besucher erreicht man die Kapelle vom Hoftor aus über einen kurzen Treppenlauf nach unten, dabei betritt man die Kapelle durch eine Tür, die ursprünglich als Zutritt für Bedienstete des Hofes und Parks vorgesehen war. Das Grafenpaar hatte einen Direktzugang von seiner Wohnung zur herrschaftlichen Empore.
Eine Besonderheit der Innengestaltung der Kapelle sind die zahlreichen allegorischen Bemalungen auf den Türen der Kirchenbänke, der Empore, der Kanzel und dem Altar. Diese Allegorien bezeugen deutlich die Glaubensrichtung des Reichskanzlers, die von der Ewigkeitssehnsucht und dem Gefühl in einem unbeständigen Jammertal zu leben, das von Elend und Kummer geprägt war. In den Allegorien werden Trost und Hoffnung geschildert.
Die Kapelle hat ungefähr 100 Sitzplätze und beinhaltet eine der vornehmsten Barockeinrichtungen, die in Schweden bewahrt sind. Auf der Empore befindet sich eine transportable Pfeifenorgel, die ursprünglich mit auf ein Schlachtfeld genommen werden sollte. Auf der Fassade steht die Jahreszahl 1653. Obwohl der Ursprung der Orgelempore und der herrschaftlichen Empore nur ein paar Jahrzehnte auseinander liegt, hat man sie dennoch nicht zusammengebaut. Die Kanzel befindet sich in der Mitte der südlichen Wand, exakt auf gleicher Höhe mit der herrschaftlichen Empore, so, dass der Pfarrer sich direkt dem Grafenpaar zuwenden konnte. Die Treppe zur Kanzel ist in die Außenwand eingebaut.
Als das Königshaus Venngarn 1686 übernahm, ließ man die Kapelle vollkommen unangetastet. Nichts ist hinzugekommen und nur wenige Teile sind seit dem verschwunden. Damit ist die Kapelle einer der am besten bewahrten Kirchenräume der schwedischen Großmachtzeit.

### Der Disasaal
Der Disasaal (Disasalen) befindet sich im obersten Geschoss des Schlosses, mit guter Aussicht über den Schlosspark. Der Name rührt von den acht bekannten Gemälden her, die die Disasage illustrieren, bekannt durch unter anderem Johannes Messenius′ commedia über Disa, die er zu Ehren Königin Christinas von Schweden geschrieben hatte. Die Gemälde sind vermutlich Anfang der 1680er Jahre von Lorenz Wolter nach einer Vorlage von David Klöcker Ehrenstrahl angefertigt worden.

### Gemälde
Die Ausschmückung des Schlosses wurde 1655 dem Zunftmeister in Stockholm, Måns Andersson, und seinem deutschen Gesellen Christijan Hoppe anvertraut. Aus Rechnungen geht hervor, dass Carlinus die Hauptverantwortung für Dekorationen der Schlosskapelle trug.